# Pseudoturbanella stylifera
Pseudoturbanella stylifera är en djurart som tillhör fylumet bukhårsdjur, och som beskrevs av Jean-Loup d'Hondt 1968. Pseudoturbanella stylifera ingår i släktet Pseudoturbanella och familjen Turbanellidae. Inga underarter finns listade i Catalogue of Life.